# 马修·威尔逊
马修·威尔逊（英語：Matthew Wilson，1998年12月8日—）生于新南威尔士州彭里斯，是一名澳大利亚男子游泳运动员，主攻蛙泳，曾就读于澳大利亚天主教大学。威尔逊童年时，他的父母将他带到一家游泳学校中练习游泳，九岁时，他开始参加比赛，他原本练习的是混合泳，2016年开始专攻蛙泳。威尔逊还曾练过水球，并曾参加过校际以及新南威尔士州的比赛。